# Selyemkóró (növénynemzetség)
A selyemkóró (Asclepias) a meténgfélék (Apocynaceae) családjába tartozó növénynemzetség. Magyar nevét onnan kapta, hogy a fajok magszőrei selymes fényűek. Egyesek gyökere gumós, s előfordulnak közöttük mézelő növények is.
Fajai az amerikai kontinensen őshonosak, de számos helyre, így Európába is betelepítették őket. Magyarországon a selyemkóró (Asclepias syriaca) fordul elő.

## Fajok
- Asclepias albicans
- Asclepias amplexicaulis
- Asclepias angustifolia
- Asclepias arenaria
- Asclepias asperula
- Asclepias brachystephana
- Asclepias californica
- Asclepias cinerea
- Asclepias connivens
- Asclepias cordifolia
- Asclepias cryptoceras
- Asclepias curassavica – selyembokor
- Asclepias curtissii
- Asclepias cutleri
- Asclepias emoryi
- Asclepias engelmanniana
- Asclepias eriocarpa
- Asclepias erosa
- Asclepias exaltata
- Asclepias fascicularis
- Asclepias feayi
- Asclepias glaucescens
- Asclepias hallii
- Asclepias hirtella
- Asclepias humistrata
- Asclepias hypoleuca
- Asclepias incarnata – hússzínű selyemkóró
- Asclepias involucrata
- Asclepias labriformis
- Asclepias lanceolata
- Asclepias lanuginosa
- Asclepias latifolia
- Asclepias lemmonii
- Asclepias linaria
- Asclepias linearis
- Asclepias longifolia
- Asclepias macrotis
- Asclepias meadii
- Asclepias michauxii
- Asclepias nivea
- Asclepias nummularia
- Asclepias nyctaginifolia
- Asclepias obovata
- Asclepias oenotheroides
- Asclepias ovalifolia
- Asclepias pedicellata
- Asclepias perennis
- Asclepias physocarpa – hólyagos selyemkóró[1]
- Asclepias prostrata
- Asclepias pumila
- Asclepias purpurascens
- Asclepias quadrifolia
- Asclepias quinquedentata
- Asclepias rubra
- Asclepias rusbyi
- Asclepias scaposa
- Asclepias solanoana
- Asclepias speciosa – szőrös selyemkóró[1]
- Asclepias sperryi
- Asclepias stenophylla
- Asclepias subulata
- Asclepias subverticillata
- Asclepias sullivantii
- Asclepias syriaca – selyemkóró
- Asclepias texana
- Asclepias tomentosa
- Asclepias tuberosa – gumós selyemkóró,[1] narancskrepin[1]
- Asclepias uncialis
- Asclepias variegata
- Asclepias verticillata
- Asclepias vestita
- Asclepias viridiflora
- Asclepias viridis
- Asclepias viridula
- Asclepias welshii